# Finale UEFA Champions League 2019
De UEFA Champions Leaguefinale van het seizoen 2018/19 is de 27e finale in de geschiedenis van het toernooi. De wedstrijd werd gespeeld op 1 juni 2019 in het Wanda Metropolitano in Madrid. Met Tottenham Hotspur en Liverpool, verliezend finalist een jaar ervoor, stonden er twee Engelse teams tegenover elkaar. Voor het eerst was er een VAR bij een Champions League-finale.
Liverpool won met 0-2 van Tottenham Hotspur. Al heel snel in de wedstrijd benutte Mohamed Salah een strafschop. Laat in de wedstrijd kwam de beslissende treffer van Divock Origi.

## Organisatie
Op 20 september 2017 koos de UEFA Executive Committee het Wanda Metropolitano in Madrid als locatie voor de Champions League-finale van 2018. Na Camp Nou, Estadio Santiago Bernabéu en Estadio Ramón Sánchez Pizjuán is het stadion van Atlético Madrid het vierde Spaanse stadion dat een Champions League-finale organiseert.
In augustus 2018 werd Diego Forlán benoemd tot ambassadeur van de finale. Als speler speelde hij o.a. voor Atletico Madrid. In 2010 won de Uruguayaan de Europa League met die club.
Tijdens de openingsceremonie trad de Amerikaanse indierockband Imagine Dragons op.

## Voorgeschiedenis

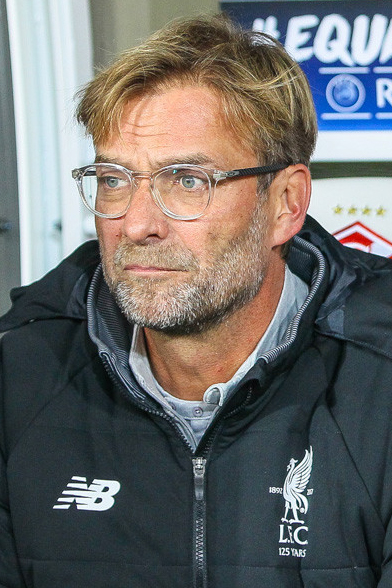
Het is de vierde Europese finale voor Jürgen Klopp

Het is de eerste keer dat Tottenham Hotspur in de finale van de UEFA Champions League staat. Wel hebben ze al vier keer eerder in een Europese finale gestaan (drie keer van de UEFA Cup en één keer voor de Europacup II). Drie daarvan werden gewonnen. Tottenham is de achtste Engelse club die het lukt om de finale van de Champions League te behalen. Liverpool speelt al voor de 14e keer in de eindstrijd van een Europees toernooi, voor de 12e keer is dat in de finale van de Champions League. Het is 'the Reds' vijf keer eerde gelukt om de Cup met de grote oren mee naar huis te nemen. Het is de tweede keer op rij dat Liverpool in deze finale staat. In 2018 werd er met 3-1 van Real Madrid verloren. De laatste keer dat Liverpool de Champions League won, was in 2005 na strafschoppen tegen AC Milan.
Beide teams troffen elkaar al 170 keer. Twee van die wedstrijden was een Europese ontmoeting. In de halve finale van de UEFA Cup in 1973 won Liverpool de eerste wedstrijd, en Tottenham de tweede. Op uitdoelpunten ging Liverpool naar de finale, die ze wonnen van Borussia Mönchengladbach. In alle wedstrijden tussen de Engelse clubs won Liverpool 79 keer en trok Tottenham 48 keer aan het langste eind. Al één keer eerder speelde de twee clubs tegen elkaar in een finale. In de EFL Cup in 1982 wonnen de Liverpudlians met 3-1. In het seizoen 2018/19 speelden Liverpool en Tottenham al twee keer eerder tegen elkaar voor de Premier League. Liverpool won beide wedstrijden met 2-1.
Voor Spurs-trainer Mauricio Pochettino is het zijn tweede finale als trainer. Eerder verloor hij met Tottenham al de eindstrijd van de EFL Cup in 2015 tegen Chelsea. Nog nooit won de Argentijn een prijs als trainer. Liverpool-trainer Jürgen Klopp won wel al prijzen, maar niet met Liverpool. Met Liverpool bereikte Klopp wel al drie finales, waaronder de Europa League-finale in 2016 en de Champions League-finale in 2018. Ook met Borussia Dortmund bereikte de Duitser de Champions League-finale in 2013, die verloren werd van rivaal Bayern München.
Dat er voor het eerst sinds 2008 beide teams in de Champions League-finale Engels zijn, betekende dat er voor het eerst sinds 2012 een Engelse club het miljardenbal zou winnen. Destijds won Chelsea het. Het betekende ook dat voor het eerst sinds 2013 de Champions League niet wordt gewonnen door een Spaanse ploeg. Doordat Chelsea en Arsenal in de finale van de Europa League stonden, is het voor het eerst dat alle vier de finalisten van de Europese toernooien uit één land komen.

## Weg naar de finale
| Pos. | Team              | GW | W | G | V | DV | DT | +/− | Ptn. |
| ---- | ----------------- | -- | - | - | - | -- | -- | --- | ---- |
| 1    | FC Barcelona      | 6  | 4 | 2 | 0 | 14 | 5  | +9  | 14   |
| 2    | Tottenham Hotspur | 6  | 2 | 2 | 2 | 9  | 10 | –1  | 8    |
| 3    | Inter Milan       | 6  | 2 | 2 | 2 | 6  | 7  | –1  | 8    |
| 4    | PSV               | 6  | 0 | 2 | 4 | 6  | 13 | –7  | 2    |

| Pos. | Team                | GW | W | G | V | DV | DT | +/− | Ptn. |
| ---- | ------------------- | -- | - | - | - | -- | -- | --- | ---- |
| 1    | Paris Saint-Germain | 6  | 3 | 2 | 1 | 17 | 9  | +8  | 11   |
| 2    | Liverpool           | 6  | 3 | 0 | 3 | 9  | 7  | +2  | 9    |
| 3    | Napoli              | 6  | 2 | 3 | 1 | 7  | 5  | +2  | 9    |
| 4    | Rode Ster Belgrado  | 6  | 1 | 1 | 4 | 5  | 17 | –12 | 4    |

### Tottenham Hotspur

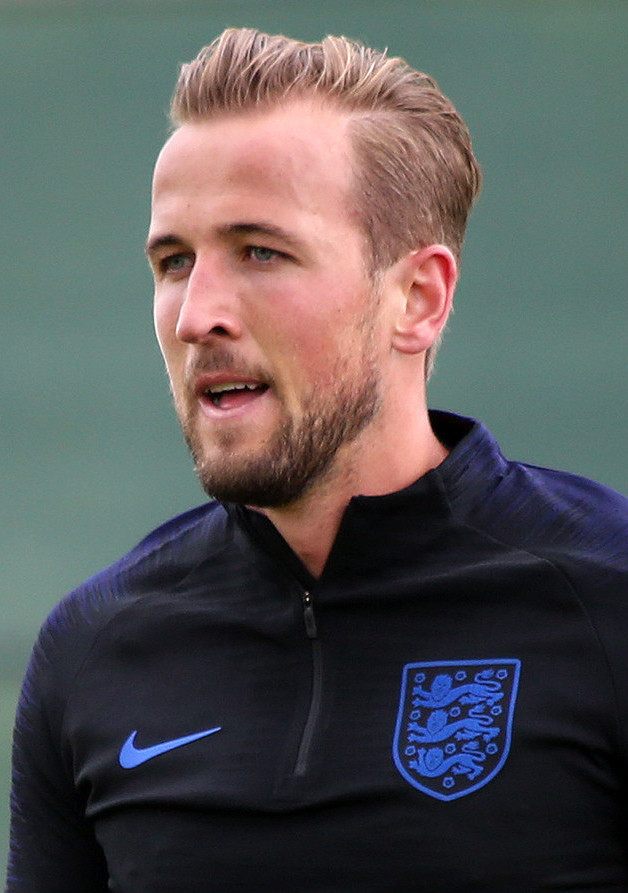
Harry Kane is samen met Lucas Moura de topscorer van Tottenham op weg naar de finale

Tottenham Hotspur begon niet goed aan het toernooi. Tegen Inter Milaan scoorde Eriksen het openingsdoelpunt, maar ging Tottenham zonder punten naar huis wegens late doelpunten van Icardi en Vecino. Voor de eerste thuiswedstrijd kwam FC Barcelona op bezoek. Al vroeg in de wedstrijd scoorde Coutinho voor Barcelona. Later verdubbelde Rakitić de score. Vervolgens deed Tottenham wat terug met Kane, maar Messi scoorde vier minuten later waardoor het verschil weer twee was. Lamela scoorde de aansluitingstreffer, maar Messi besliste het duel in de 90e minuut. Tegen PSV werd het openingsdoelpunt gemaakt door Lozano. Tottenham Hotspur kwam terug met doelpunten van Lucas Moura en Kane. Later in de wedstrijd moest doelman Lloris het veld verlaten wegens een rode kaart. In de slotfase gebruikte de Nederlandse kampioen dat voordeel door de gelijkmaker te maken met Luuk de Jong. In de thuiswedstrijd tegen PSV incasseerde Tottenham al erg snel een doelpunt van De Jong. Door het gelijkspel van Inter Milaan tegen FC Barcelona moest Tottenham winnen om de Champions League-droom te behouden. Dankzij twee goals van Kane in het laatste kwartier deden ze dat. In het duel tegen Inter Milaan moest Tottenham weer winnen om nog kans te maken op de volgende ronde. Opnieuw deden ze dat, opnieuw in het laatste kwartier, dit keer door een doelpunt van Eriksen. Op de laatste speeldag moest Tottenham minimaal hetzelfde resultaat halen als Inter om door te gaan. In beide wedstrijden werd er vrij vroeg gescoord. Dembélé scoorde tegen Tottenham, maar in Milaan was er goed nieuws voor Tottenham: Lozano had gescoord. In de slotfase kwam daar slecht nieuws vandaan: Icardi maakte de gelijkmaker. Toch ging Tottenham door naar de volgende ronde door een laat doelpunt van Lucas Moura. In de 1/8 finale nam Tottenham het op tegen Borussia Dortmund. In de eerste helft van de heenwedstrijd wordt niet gescoord, maar in de tweede minuut in de tweede helft scoorde Son Heung-min. In de slotfase kwamen er nog doelpunt van Vertonghen en Llorente bij, waardoor ze een goede uitgangspositie hadden. In de terugwedstrijd scoorde Kane het beslissende doelpunt waardoor Borussia Dortmund vijf keer moest scoren in 40 minuten. Ze scoorden er geen en dus kwalificeerde Tottenham zich voor de kwartfinale waarin ze het opnamen tegen Manchester City. De heenwedstrijd werd gespeeld in het gloednieuwe Tottenham Hotspur Stadium. Lloris redde een strafschop van Agüero en Kane raakt geblesseerd in de wedstrijd. Son Heung-min scoorde in de 78e minuut het enige doelpunt. In de terugwedstrijd maakte Sterling snel de gelijkmaker over twee wedstrijden. Maar nog geen zeven minuten later had Son Heung-min weer twee doelpunten gemaakt, waardoor Manchester City drie doelpunten moest maken. Voor de 22e minuut maakte Man City al twee doelpunten met Bernardo Silva en Sterling. Vier doelpunten binnen 12 minuten en vijf doelpunten binnen 22 minuten zijn allebei records. In de tweede helft scoorde Agüero waardoor Manchester City virtueel door was. Maar nog later scoorde Llorente een doelpunt waarmee Tottenham weer virtueel door was. In de laatste minuut van de blessuretijd leek Sterling zijn derde doelpunt van de avond te maken en daarmee Manchester City naar de halve finale te schieten, maar het doelpunt werd afgekeurd door de VAR. In de halve finale kwamen 'the Spurs' Ajax tegen. In de heenwedstrijd scoorde van de Beek het enige doelpunt. In Amsterdam scoorden de Ligt en Ziyech doelpunten in de eerste helft waardoor Tottenham drie keer moest scoren in de tweede helft om door te gaan. Nog voordat er een uur gespeeld was had Lucas Moura al twee keer gescoord en in de allerlaatste secondes maakte hij zijn hattrick compleet waarmee hij Tottenham naar de finale schoot.

### Liverpool

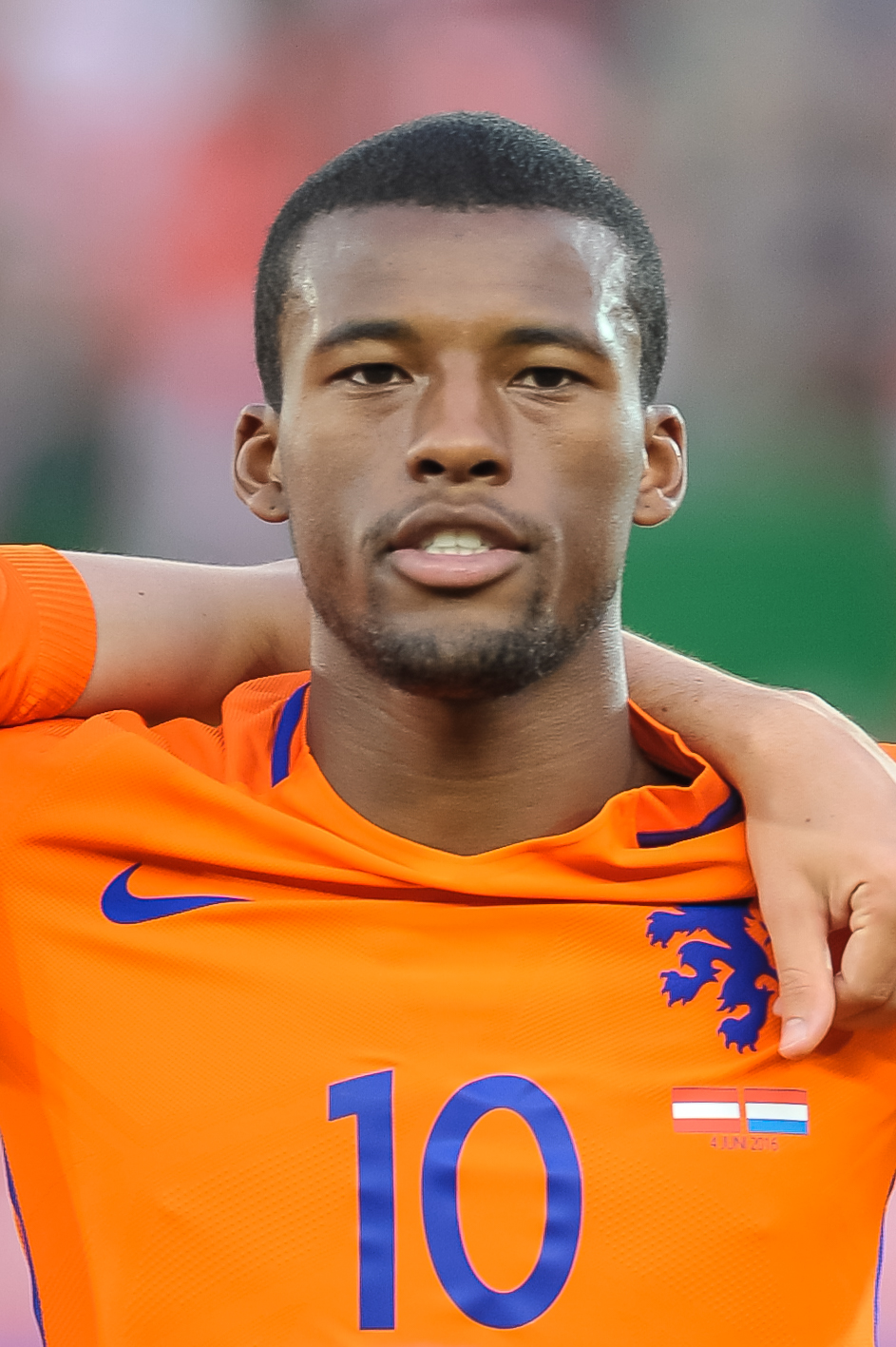
Wijnaldum was met twee goals belangrijk in de halve finale

Liverpool begon het Champions League-avontuur tegen Paris Saint-Germain. Dankzij doelpunten van Sturridge en Milner had Liverpool een 2-0 voorsprong, die de Franse ploeg wegwerkte met Meunier en Mbappé. In blessuretijd redde invaller Firmino de drie punten voor Liverpool. In de uitwedstrijd tegen Napoli wist Liverpool niet te scoren, wat Insigne laat in de wedstrijd wel deed. In de derde speelronde won Liverpool makkelijk van Rode Ster Belgrado. Firmino, Salah (2x) en Mané raakten het net. In de terugwedstrijd was dat een ander verhaal. Milan Pavkov scoorde twee keer in acht minuten en Liverpool had daar geen antwoord op. Ook in de laatste uitwedstrijd verloor de Engelse ploeg. Bernat en Neymar hadden al gescoord toen Milner de aansluitingstreffer maakte die geen gevolg had. In de laatste groepswedstrijd tegen Napoli moest Liverpool winnen om door te gaan. Na een half uur maakte Salah het belangrijke doelpunt dat het enige doelpunt van de wedstrijd bleek te zijn. Doelman Alisson maakte laat in de wedstrijd nog een belangrijke redding. In de knock-outfase lootte Liverpool Duits kampioen Bayern München. Van Dijk was geschorst, maar Bayern maakte daar geen gebruik van en het bleef een doelpuntloze avond op Anfield. In de Allianz Arena was de ruststand 1-1 na een goal van Mané en een eigen doelpunt van Matip. In de tweede helft besliste van Dijk en opnieuw Mané het tweeluik. In de kwartfinale was FC Porto de tegenstander. Keïta en Firmino scoorden voor het half uur, later in de wedstrijd werd er niet meer gescoord. Ook in Portugal kwam Liverpool op een 2-0 voorsprong waardoor FC Porto vijf doelpunten moest maken in 25 minuten. Militão scoorde, maar een wonder bleef uit en Firmino en van Dijk sloten de avond af met doelpunten. Liverpool's laatste horde naar de finale was FC Barcelona. Oud-Liverpool speler Suárez zette Liverpool op een 1-0 achterstand en in het laatste deel van de wedstrijd scoorde Messi tweemaal waardoor Liverpool een wonder nodig had in de terugwedstrijd, waarin ze Salah en Firmino misten. Al vrij vroeg in de wedstrijd kreeg Liverpool hoop door een doelpunt van Origi en na rust scoorde invaller Wijnaldum twee keer achter elkaar. Daarmee was de 3-0 nederlaag weggepoetst, maar als Barcelona eenmaal zou scoren, moest Liverpool er weer drie maken. Dat gebeurde niet. Echter scoorde Origi wel zijn tweede van de avond, na een snel genomen hoekschop, waardoor Liverpool zich kwalificeerde voor de finale.

## Wedstrijd

### Eerste helft
Voor de aftrap werd er een minuut stilte gehouden wegens de dood van José Antonio Reyes eerder op de dag. Bij Tottenham Hotspur stond Kane na zijn enkelblessure weer eens in de spits. Lucas Moura en Divock Origi, de spelers die goud waard waren voor hun teams in de halve finale, moesten op de bank beginnen. Slechts 24 seconden nadat de aftrap genomen was, kreeg Liverpool een strafschop nadat Mané de bal tegen de arm van Sissoko aan schoot. Salah faalde niet oog in oog met Lloris en gaf Liverpool al vroeg in de wedstrijd een voorsprong. Het enige andere schot op doel van de eerste helft kwam van Robertson, hoog in het midden van het doel nadat de linksback veel ruimte kreeg. Lloris tikte de bal aan en voorkwam daarmee de 2–0. Ook Salah en Alexander-Arnold deden doelpogingen, maar beiden eindigden naast het doel. Tottenham Hotspur had in 61% balbezit, maar had geen enkel schot op doel gecreëerd in de eerste helft. Schoten van Sissoko en Eriksen gingen ruim over. In de achttiende minuut moest de wedstrijd voor eventjes stilgelegd worden, omdat er een streaker het veld op kwam rennen.

### Tweede helft
Rond het uur wisselde Liverpool twee keer; Origi verving Firmino en Milner verving Wijnaldum. Later werd ook de eerste wissel aan de kant van De Spurs doorgevoerd, Winks maakte plaats voor Lucas Moura. Niet lang daarna kreeg invaller Milner een kans. De bal belandde vlak naast het doel. In de 73ste minuut probeerde Dele Alli de bal over Alisson heen het doel in te krijgen. De Braziliaanse doelman kon de bal echter opvangen. Vlak na deze kans werd Sissoko vervangen door Dier. Dele Alli kreeg in de 79ste opnieuw een kans, maar kreeg zijn kopbal niet op doel. Tottenham Hotspur zette aan en vlak erna deden Son en Lucas Moura een schot op doel, waarmee Alisson voor het eerst serieus getest werd. Voor de laatste minuten van de wedstrijd bracht Pochettino Llorente het veld op in de plaats van Dele Alli. Vlak daarna krulde Eriksen de bal naar het doel, maar Alisson redde op knappe wijze. Ondanks de kansen van Tottenham in de slotfase van de wedstrijd, besliste Liverpool het duel in de 87ste minuut. Nadat Tottenham de bal niet goed weg kreeg, kreeg Origi de bal voor zijn voeten. Hij schoot vervolgens in de lange hoek raak. Voor de laatste minuten werd Gomez ingebracht voor Mané. Er werd niet meer gescoord, waardoor Liverpool voor de zesde keer in haar clubhistorie en voor het eerst in vijftien jaar de Europa Cup I/Champions League won. Virgil van Dijk werd na afloop uitgeroepen tot de beste speler van de finale.

### Wedstrijddetails
|                   |                   |                           |           |                                                                                                   |
| 1 juni 2019 21:00 | Tottenham Hotspur | 0 – 2                     | Liverpool | Estadio Wanda Metropolitano, Madrid Toeschouwers: 63.272 Scheidsrechter: Damir Skomina (Slovenië) |
| 1 juni 2019 21:00 |                   | 2' (pen.) Salah 87' Origi |           | Estadio Wanda Metropolitano, Madrid Toeschouwers: 63.272 Scheidsrechter: Damir Skomina (Slovenië) |

| Tottenham Hotspur | Liverpool |

| Tottenham Hotspur:  |    |                    |     |
|                     |    |                    |     |
| GK                  | 1  | Hugo Lloris        |     |
| RB                  | 2  | Kieran Trippier    |     |
| CB                  | 4  | Toby Alderweireld  |     |
| CB                  | 5  | Jan Vertonghen     |     |
| LB                  | 3  | Danny Rose         |     |
| CM                  | 17 | Moussa Sissoko     | 74' |
| CM                  | 8  | Harry Winks        | 66' |
| RW                  | 20 | Dele Alli          | 82' |
| AM                  | 23 | Christian Eriksen  |     |
| LW                  | 7  | Son Heung-min      |     |
| CF                  | 10 | Harry Kane         |     |
| Wisselspelers:      |    |                    |     |
| DF                  | 6  | Davinson Sánchez   |     |
| FW                  | 11 | Erik Lamela        |     |
| MF                  | 12 | Victor Wanyama     |     |
| GK                  | 13 | Michel Vorm        |     |
| MF                  | 15 | Eric Dier          | 74' |
| DF                  | 16 | Kyle Walker-Peters |     |
| FW                  | 18 | Fernando Llorente  | 82' |
| DF                  | 21 | Juan Foyth         |     |
| GK                  | 22 | Paulo Gazzaniga    |     |
| DF                  | 24 | Serge Aurier       |     |
| FW                  | 27 | Lucas Moura        | 66' |
| DF                  | 33 | Ben Davies         |     |
| Coach:              |    |                    |     |
| Mauricio Pochettino |    |                    |     |

| Liverpool FC:  |    |                         |     |
|                |    |                         |     |
| GK             | 13 | Alisson Becker          |     |
| RB             | 66 | Trent Alexander-Arnold  |     |
| CB             | 32 | Joël Matip              |     |
| CB             | 4  | Virgil van Dijk         |     |
| LB             | 26 | Andrew Robertson        |     |
| DM             | 14 | Jordan Henderson        |     |
| CM             | 3  | Fabinho                 |     |
| CM             | 5  | Georginio Wijnaldum     | 62' |
| RW             | 11 | Mohamed Salah           |     |
| CF             | 9  | Roberto Firmino 58'     |     |
| LW             | 10 | Sadio Mané              | 90' |
| Wisselspelers: |    |                         |     |
| DF             | 6  | Dejan Lovren            |     |
| DF             | 7  | James Milner            | 62' |
| DF             | 12 | Joe Gomez               | 90' |
| FW             | 15 | Daniel Sturridge        |     |
| DF             | 18 | Alberto Moreno          |     |
| MF             | 20 | Adam Lallana            |     |
| MF             | 21 | Alex Oxlade-Chamberlain |     |
| GK             | 22 | Simon Mignolet          |     |
| FW             | 23 | Xherdan Shaqiri         |     |
| CF             | 24 | Rhian Brewster          |     |
| CF             | 27 | Divock Origi 58'        |     |
| GK             | 62 | Caoimhin Kelleher       |     |
| Coach:         |    |                         |     |
| Jürgen Klopp   |    |                         |     |

### Statistieken
|                      | Tottenham Hotspur | Liverpool |
| -------------------- | ----------------- | --------- |
| Doelpunten           | 0                 | 2         |
| Gele kaarten         | 0                 | 0         |
| Rode kaarten         | 0                 | 0         |
| Wissels              | 3                 | 3         |
| Schoten op doel      | 8                 | 3         |
| Schoten naast doel   | 5                 | 5         |
| Overtredingen        | 5                 | 6         |
| Hoekschoppen         | 8                 | 9         |
| Buitenspel           | 3                 | 2         |
| Passes               | 528               | 280       |
| Geslaagde passes (%) | 81                | 68        |
| Balbezit (%)         | 61                | 39        |
| Gelopen afstand (m)  | 103.379           | 105.083   |